# (15043) 1998 XW9
1998 أكس دابليو 9 (ويعرف أيضًا باسم (15043) 1998 أكس دابليو 9 وفق تسمية الكوكب الصغير) (بالإنجليزية: 1998 XW9)‏ هو كويكب ضمن حزام الكويكبات؛ وترتيبه 15043 من حيث الاكتشاف.
اكتُشف هذا الجُرم الفلكي بواسطة Frank B. Zoltowski ‏ في 11 ديسمبر 1998.

## وصلات خارجية
- (15043) 1998 XW9 في قاعدة بيانات مختبر الدفع النفاث لأجرام النظام الشمسي الصغيرة

- الاكتشاف · مخطط المدار ·  العناصر المدارية · المعلمات المادية

- (15043) 1998 XW9 على موقع ويكي سكاي: DSS2, SDSS, GALEX, IRAS, Hydrogen α, X-Ray, Astrophoto, Sky Map, Articles and images